# 大兴镇 (泰来县)
大兴镇，是中华人民共和国黑龙江省齐齐哈尔市泰来县下辖的一个乡镇级行政单位。

## 行政区划
大兴镇下辖以下地区：
街道社区、依布气村、时雨村、阿拉新村、东方红村、新风村、前官地村、创业村、青岗村和托力河村。